# Élections générales de 2018 en république serbe de Bosnie
Les élections générales de 2018 en république serbe de Bosnie ont lieu le 7 octobre 2018 afin d'élire le président et l'Assemblée nationale de la république serbe de Bosnie, l'une des entités constitutives de la Bosnie-Herzégovine. 
Organisé dans le cadre des élections générales, le scrutin voit la victoire de Željka Cvijanović, auparavant Premier ministre et qui devient la deuxième femme à décrocher la présidence dans le pays. Le président sortant Milorad Dodik, qui ne pouvait se représenter après deux mandats remporte quant à lui la présidence serbe au sein de celle collégiale de la Bosnie-Herzégovine lors des élections présidentielles bosniennes organisées le même jour.

## Système électoral

### Élection présidentielle
Le président de la république serbe de Bosnie est élu au scrutin uninominal majoritaire à un tour pour un mandat de quatre ans renouvelable une fois. Les candidats Croates et Bosniaques arrivés en tête deviennent vice présidents pour une même durée.

### Élections législatives
L'Assemblée nationale est le parlement unicaméral de la république serbe de Bosnie. Il est composé de 83 sièges pourvus tous les quatre ans au scrutin proportionnel plurinominal. Sur ce total, 62 députés sont élus dans six circonscription électorale plurinominales tandis que les 21 restants, dits de compensation, sont répartis aux différents partis selon leurs résultats au niveau national pour assurer une meilleure proportionnalité.

## Résultats

### Élection présidentielle

Résultats de l'élection présidentielle de 2018 en république serbe de Bosnie.

Željka Cvijanović est élu président, tandis que Ramiz Salkić et Josip Jerković deviennent vice présidents représentant respectivement les minorités bosniaques et croates.
| Candidats              | Candidats              | Partis                                                     | Voix      | %     |
| ---------------------- | ---------------------- | ---------------------------------------------------------- | --------- | ----- |
|                        | Željka Cvijanović      | Alliance des sociaux-démocrates indépendants (SNSD)        | 319 187   | 46,97 |
|                        | Vukota Govedarica      | Alliance pour la victoire (SDS, PDP, NDP, SRS, PUP, SSSSB) | 284 140   | 41,81 |
|                        | Ramiz Salkić           | Ensemble pour la Bosnie-Herzégovine                        | 21 116    | 3,11  |
|                        | Ćamil Duraković        | Indépendant                                                | 10 247    | 1,51  |
|                        | Radomir Lukić          | Parti démocratique des premiers serbes                     | 6 021     | 0,89  |
|                        | Josip Jerković         | Union démocratique croate                                  | 5 881     | 0,87  |
|                        | Darko Matijašević      | Parti progressiste serbe                                   | 4 355     | 0,64  |
|                        | Autres candidats (30)  | Autres candidats (30)                                      | 9 149 737 | 4,09  |
|                        |                        |                                                            |           |       |
| Votes valides          | Votes valides          | Votes valides                                              | 679 600   | 93,37 |
| Votes blancs/nuls      | Votes blancs/nuls      | Votes blancs/nuls                                          | 48 280    | 6,63  |
| Total                  | Total                  | Total                                                      | 727 880   | 100   |
| Abstention             | Abstention             | Abstention                                                 | 533 765   | 42,31 |
| Inscrits/Participation | Inscrits/Participation | Inscrits/Participation                                     | 1 261 645 | 57,69 |

### Élections législatives
| Partis                 | Partis | Voix      | %     | Sièges |
| ---------------------- | --- | --------- | ----- | ------ |
|                        | Alliance des sociaux-démocrates indépendants (SNSD) | 218 201   | 31,87 | 28     |

Résultats des élections législatives de 2018 en république serbe de Bosnie.

|                        | Alliance pour la victoire - Parti démocratique serbe (SDS) - Parti radical serbe de la république serbe de Bosnie (SRS RS) - Parti radical serbe de la république serbe de Bosnie (SRS) | 123 515   | 18,04 | 16     |
|                        | Alliance démocratique nationale (DNS) | 98 851    | 14,44 | 12     |
|                        | Parti du progrès démocratique (PDP) | 69 948    | 10,22 | 9      |
|                        | Parti socialiste (SP) | 56 106    | 8,19  | 7      |
|                        | Ensemble pour la Bosnie herzégovine | 29 556    | 4,32  | 4      |
|                        | Autres partis | 3 047 605 | 12,94 | 7      |
|                        | |           |       |        |
| Votes valides          | Votes valides | 684 744   | 94,08 |        |
| Votes blancs et nuls   | Votes blancs et nuls | 43 085    | 5,92  |        |
| Total                  | Total | 727 829   | 100   | 83     |
| Inscrits/Participation | Inscrits/Participation | 1 261 245 | 57,71 |        |